# Християнська освіта
Християнська освіта — це освіта та виховання людей у всіх сферах життя з християнським світоглядом, заснованим на християнській вірі. Включає виховання віруючих та підготовку священнослужителів. Здійснюється у форматі загальної освіти, професійної та просвітницької діяльності у суспільстві.

## Християнська освіта в Україні
Державна система освіти в Україні відокремлена від церкви (релігійних організацій) та має світський характер, згідно Конституції України та закону «Про свободу совісті та релігійні організації».
Релігійні організації мають право відповідно до своїх внутрішніх настанов створювати для релігійної освіти дітей і дорослих навчальні заклади і групи, де громадяни України можуть навчатися релігійного віровчення та здобувати релігійну освіту індивідуально або разом з іншими. Викладачі релігійних віровчень і релігійні проповідники зобов'язані виховувати своїх слухачів у дусі терпимості і поваги до громадян, які не сповідують релігії, та до віруючих інших віросповідань.

### Християнські навчальні заклади в Україні:

#### Буча
- Український гуманітарний інститут

#### Вінниця:
- Вінницький регіональний біблійний коледж

#### Донецьк:
- Донецький християнський університет

#### Київ:
- Київська православна богословська академія
- Київська духовна академія і семінарія
- Київський християнський університет

- Київська християнська академія

#### Луцьк:
- Волинська православна богословська академія

#### Львів:
- Львівська богословська семінарія
- Український католицький університет
- Василіянський інститут філософсько-богословських студій імені Йосифа Велямина Рутського (Львівська область, Брюховичі)

#### Одеса:
- Християнський гуманітарно-економічний відкритий університет

## Християнська освіта в різних країнах

### США
У Сполучених Штатах релігія зазвичай не викладається в освітніх системах, що фінансуються державою, хоча школи повинні дозволяти учням, які хочуть вивчати релігію, робити це як позакласну діяльність, як і будь-яку іншу подібну діяльність. Найбільшою системою християнської освіти в Сполучених Штатах керує католицька церква.

### Канада
У Канаді державне фінансування релігійної освіти дозволено, а іноді й вимагається. Серед християнських конфесій католицькі школи отримують найбільше фінансування від уряду; багато з них отримують фінансування як для світської, так і для релігійної складової своєї навчальної програми.

### Угорщина
Найбільш поширеним релігійним напрямом в Угорщині є католицизм.
- Католицький університет Петера Пазманя

### Країни Африки
У багатьох частинах Африки християнські місіонерські організації заснували школи, часто в місцях, де немає іншої школи. Такі школи зазвичай забезпечують повну освіту в християнському контексті.

## Міжнародні асоціації
- Американська асоціація християнських шкіл[en]
- Міжнародна асоціація християнських шкіл[en]
- Асоціація класичних християнських шкіл[en]
- Міжнародна християнська школа[en]
- Національна асоціація університетських модельних шкіл[en]
- Міжнародна освітня асоціація Назарянина[en]

## Цитати з Біблії
- Ісус же сказав: «Пустіть ді́ток, і не бороніть їм прихо́дити до Мене, — бо Царство Небесне належить таким». (Мт. 19:14)
- А батьки, — не дратуйте дітей своїх, а виховуйте їх в напомина́нні й остере́женні Божому! (Еф.6:4)
- Привчай юнака́ до дороги його, і він, як поста́ріється, не усту́питься з неї. (Пр. 22:6)